# (12013) Sibatahosimi
(12013) Sibatahosimi (1996 VU8) – planetoida z pasa głównego asteroid okrążająca Słońce w ciągu 3,35 lat w średniej odległości 2,24 j.a. Odkryta 7 listopada 1996 roku.